# Claudio Crippa
Claudio Crippa, né le 16 juillet 1961, à Desio, en Italie, est un joueur et dirigeant italien de basket-ball. Il évolue au poste de meneur. Depuis 2009, il est devenu scout pour l'Europe des Spurs de San Antonio.

## Palmarès
- Vainqueur de l'Euroligue 1998
- Champion d'Italie 1998